# El segrest
El segrest (títol original: Switchback) és un thriller estatunidenc dirigida per Jeb Stuart, estrenat l'any 1997. Ha estat doblat al català.

## Argument
L'agent especial de l'FBI LaCrosse acorrala l'assassí en sèrie que ha segrestat el seu fill. Troba la pista a Texas… Però l'FBI l'aparta del servei actiu fins que conclogui la seva investigació. LaCrosse haurà d'afrontar molts riscos a l'hora de perseguir als dos principals sospitosos, fins i tot l'actitud hostil del xèrif local, més preocupat per la seva reelecció.

## Repartiment
- Danny Glover: Bob Goodall
- Dennis Quaid: Frank LaCrosse
- R. Lee Ermey: Buck Olmstead
- Ted Levine: Diputat Nate Braden
- William Fichtner: Jack McGinnis
- Jared Leto: Lane Dixon
- Leo Burmester: Clyde « Shorty » Callahan

## Crítiques
- "Tòpic film d'assassí en sèrie. Narració sense fissures, però mil vegades vista. No avorreix, tampoc emociona"[3]
- "Entreté, sense més"[4]
- "Mediocre thriller que segueix les perquisicions d'un agent de l'FBI que intenta trobar al seu fill segrestat. Com la premissa és tòpica per si mateix, l'única cosa interessant seria la posada en escena. Doncs tampoc. Així, només queda el correcte treball de Quaid i Glover"[5]